# Microregione di Erechim
Erechim è una microregione del Rio Grande do Sul in Brasile, appartenente alla mesoregione di Noroeste Rio-Grandense.
È una suddivisione creata puramente per fini statistici, pertanto non è un'entità politica o amministrativa.

## Comuni
È suddivisa in 25 comuni:
- Aratiba
- Áurea
- Barão de Cotegipe
- Barra do Rio Azul
- Benjamin Constant do Sul
- Campinas do Sul
- Carlos Gomes
- Centenário
- Cruzaltense
- Entre Rios do Sul
- Erebango
- Erechim
- Erval Grande
- Estação
- Faxinalzinho
- Floriano Peixoto
- Gaurama
- Getúlio Vargas
- Ipiranga do Sul
- Itatiba do Sul
- Jacutinga
- Marcelino Ramos
- Mariano Moro
- Paulo Bento
- Ponte Preta
- Quatro Irmãos
- São Valentim
- Severiano de Almeida
- Três Arroios
- Viadutos